# Ferrari F2001
Ferrari F2001 — болид Формулы-1, построенный для участия в чемпионате 2001 года. На F2001 Михаэль Шумахер стал четырёхкратным чемпионом мира, а команда выиграла Кубок конструкторов. Оборудованный обновлённым двигателем Ferrari 051, участвовал также в первых гонках 2002 года.

## Результаты в чемпионате мира Формулы-1
| Год  | Шасси         | Двигатель       | Шины | Пилоты     | 1    | 2    | 3    | 4    | 5    | 6   | 7   | 8    | 9   | 10  | 11  | 12   | 13  | 14  | 15  | 16  | 17  | Место | Очки |
| ---- | ------------- | --------------- | ---- | ---------- | ---- | ---- | ---- | ---- | ---- | --- | --- | ---- | --- | --- | --- | ---- | --- | --- | --- | --- | --- | ----- | ---- |
| 2001 | Ferrari F2001 | Ferrari 050 V10 | B    |            | АВС  | МАЛ  | БРА  | САН  | ИСП  | АВТ | МОН | КАН  | ЕВР | ФРА | ВЕЛ | ГЕР  | ВЕН | БЕЛ | ИТА | США | ЯПО | 1     | 179  |
| 2001 | Ferrari F2001 | Ferrari 050 V10 | B    | М. Шумахер | 1    | 1    | 2    | Сход | 1    | 2   | 1   | 2    | 1   | 1   | 2   | Сход | 1   | 1   | 4   | 2   | 1   | 1     | 179  |
| 2001 | Ferrari F2001 | Ferrari 050 V10 | B    | Баррикелло | 3    | 2    | Сход | 3    | Сход | 3   | 2   | Сход | 5   | 3   | 3   | 2    | 2   | 5   | 2   | 15  | 5   | 1     | 179  |
| 2002 | Ferrari F2001 | Ferrari 050 V10 | B    |            | АВС  | МАЛ  | БРА  | САН  | ИСП  | АВТ | МОН | КАН  | ЕВР | ВЕЛ | ФРА | ГЕР  | ВЕН | США | БЕЛ | ИТА | ЯПО | 1     | 221  |
| 2002 | Ferrari F2001 | Ferrari 050 V10 | B    | М. Шумахер | 1    | 3    |      |      |      |     |     |      |     |     |     |      |     |     |     |     |     | 1     | 221  |
| 2002 | Ferrari F2001 | Ferrari 050 V10 | B    | Баррикелло | Сход | Сход | Сход |      |      |     |     |      |     |     |     |      |     |     |     |     |     | 1     | 221  |

| Легенда к таблице |                                                                    |
| --- | ------------------------------------------------------------------ |
| В таблице перечислены результаты всех Гран-при Формулы-1, в которых использовался автомобиль. Строками таблицы являются сезоны, столбцами — этапы чемпионата мира. В каждой клетке указаны сокращённое название этапа и результат, дополнительно обозначенный цветом. Расшифровка обозначений и цветов представлена в нижеследующей таблице. |                                                                    |
| \| Пример \| Описание \| \| ------------ \| ------------------------------------------------------------------ \| \| 1 \| Победитель \| \| 2 \| Второе место \| \| 3 \| Третье место \| \| 5 \| Финишировал, заработав очки \| \| Сход \| Не финишировал, но при этом заработал очки \| \| 12 \| Финишировал, не получив очков \| \| НКЛ \| Финишировал, но не попал в финальную классификацию \| \| 15 \| Участвовал вне зачёта, либо по отдельной классификации \| \| 18 \| Не финишировал, но попал в финальную классификацию \| \| Сход \| Не финишировал \| \| НКВ \| Не прошёл квалификацию \| \| НПКВ \| Не прошёл предквалификацию \| \| ДСК \| Дисквалифицирован \| \| ИСК \| Исключён из протокола соревнований \| \| ТТ \| Заявлен для участия только в тренировках \| \| НС \| Участвовал в квалификации, но не стартовал в гонке \| \| Т \| Травмирован или болен \| \| ОТК \| Отказ от участия \| \| НТР \| Прибыл на соревнования, но на трассу не выезжал \| \| НПР \| Был заявлен в числе участников, но не прибыл к началу соревнований \| \| О \| Соревнования отменены \| \| \| Не участвовал \| \| Поул-позиция \| \| \| Быстрый круг \| \| |                                                                    |
| Пример | Описание                                                           |
| 1 | Победитель                                                         |
| 2 | Второе место                                                       |
| 3 | Третье место                                                       |
| 5 | Финишировал, заработав очки                                        |
| Сход | Не финишировал, но при этом заработал очки                         |
| 12 | Финишировал, не получив очков                                      |
| НКЛ | Финишировал, но не попал в финальную классификацию                 |
| 15 | Участвовал вне зачёта, либо по отдельной классификации             |
| 18 | Не финишировал, но попал в финальную классификацию                 |
| Сход | Не финишировал                                                     |
| НКВ | Не прошёл квалификацию                                             |
| НПКВ | Не прошёл предквалификацию                                         |
| ДСК | Дисквалифицирован                                                  |
| ИСК | Исключён из протокола соревнований                                 |
| ТТ | Заявлен для участия только в тренировках                           |
| НС | Участвовал в квалификации, но не стартовал в гонке                 |
| Т | Травмирован или болен                                              |
| ОТК | Отказ от участия                                                   |
| НТР | Прибыл на соревнования, но на трассу не выезжал                    |
| НПР | Был заявлен в числе участников, но не прибыл к началу соревнований |
| О | Соревнования отменены                                              |
| | Не участвовал                                                      |
| Поул-позиция |                                                                    |
| Быстрый круг |                                                                    |